# 尤塞法巴德村 (蘭庫區)
尤塞法巴德村（波斯語：‎  ，也罗马化为Yūsefābād ），是伊朗吉兰省阿姆拉什县兰库区沙布庫斯拉特鄉的一个村。2006年人口普查顯示該村人口为195人，分佈在55个家庭中。